# Xiaowudang Shan
Xiaowudang Shan (chinesisch 小武當山 Kleiner Wudang Shan) ist ein Hügel im Zentrum von Fisher Island vor der Ingrid-Christensen-Küste des ostantarktischen Prinzessin-Elisabeth-Lands. Mit einer Höhe von 115 m (nach anderer Angabe zur maximalen Höhe von Fisher Island 117 m) ist er die höchste Erhebung der Insel. Durch seine steilen Flanken und seinen glatten Fels ist er nur schwer besteigbar.
Chinesische Wissenschaftler benannten ihn bei Vermessungen und Kartierungen im Jahr 1993. Namensgeber ist das Gebirge Wudang Shan in China.